# 양밍산

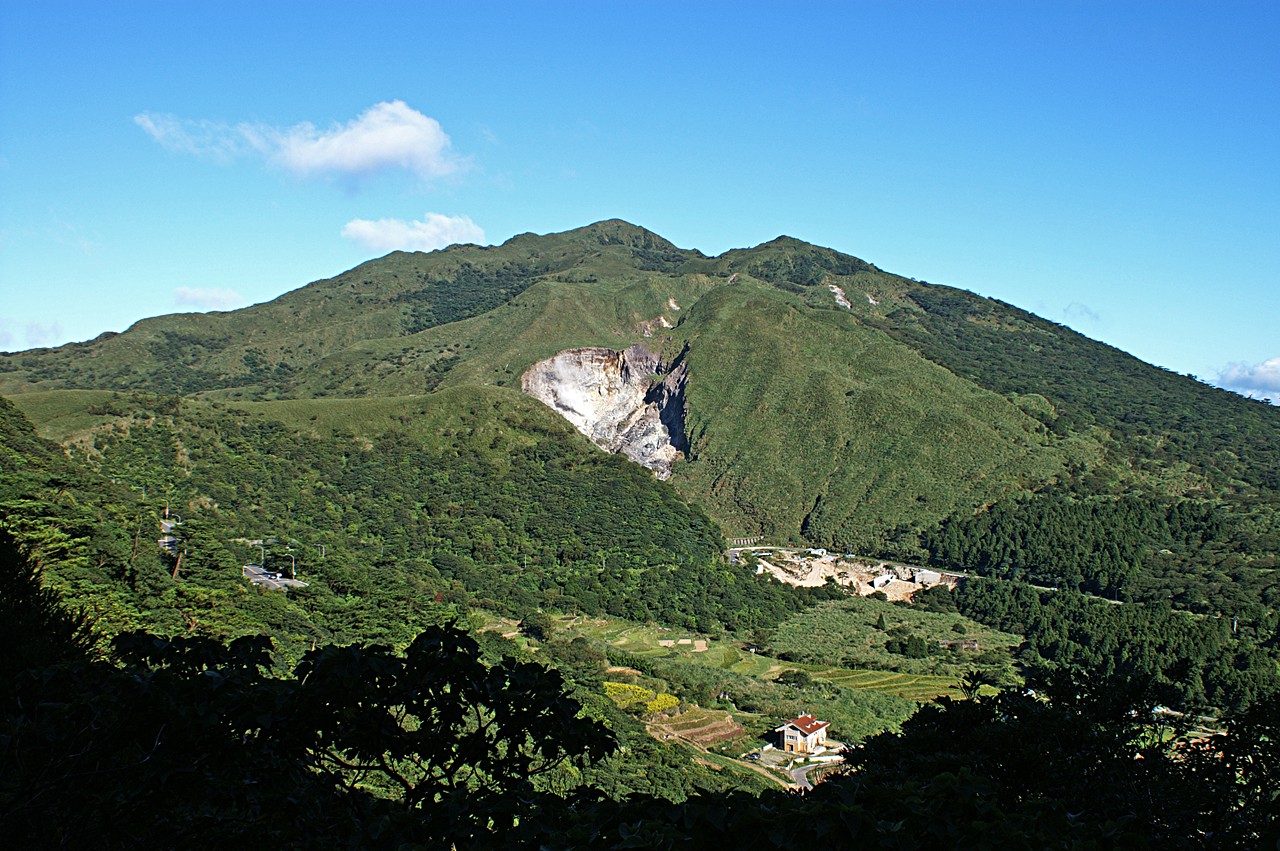
양밍산

양밍산 국가공원의 위치

양밍산 국가공원(중국어: 陽明山國家公園, 병음: yáng míngshān guójiā gōngyuán)은 중화민국의 국립공원이다. 타이베이시 외곽에 위치하며, 행정 구역 상으로는 타이베이시 베이터우구, 스린구와 신베이시 완리구, 진산구, 싼즈구, 단수이구에 걸쳐있다. 지리적으로 다툰 화산군에 속하며, 타이완섬에서 가장 높은 1,120 m의 치싱산을 포함한 여러 화산이 있다. 한국으로 치면 북한산에 해당되며 진달래, 개나리, 벚꽃 등 봄꽃은 한국보다 3~4주 정도 빨리 피지만 최근에는 온난화 여파에 따라 2월 하순에 개화하는 경우도 있다. 미디어상에서는 KBS 1TV의 《걸어서 세계속으로》에도 소개되어 있다. 또한 해당 산에는 유황 가스가 분출하고 있는 특색을 가지고 있어, 휴면 활화산으로 취급된다. 통칭으로는 양밍산(陽明山)이고, 이 산에는 관광객이 많이 모이는 특색을 둔다.

## 같이 보기
- 중화민국의 국립공원 목록
- 치싱산